# بازگشت (شعر)
«بازگشت» از مشهورترین اشعار محمدکاظم کاظمی است که از نمونه‌های برجستهٔ شعر مهاجرت محسوب می‌شود. شعر با بیت «غروب در نفس گرم جاده خواهم رفت/پیاده آمده بودم، پیاده خواهم رفت» آغاز می‌شود. این مثنوی در فروردین ۱۳۷۰ سروده شده و با توجه به عبارت بالای آن، خطاب به «ملت مسلمان ایران» است.

## نقد
مهرداد نصرتی «بازگشت» را جدی‌ترین شعر مجموعهٔ پیاده آمده بودم و یک استثنا در این مجموعه می‌داند. او معتقد است این شعر مصداق واقعی و دقیق شعر دیاسپورا (شعر آوارگی) است.
علی یعقوبی بر این باور است که کاظمی در این شعر از فضای سبک هندی شامل تمثیل‌های محسوس و نامحسوس، نازک‌خیالی، ترکیبات خاص و متناقض‌نما بهره می‌برد و تحت تأثیر بیدل و علی معلم دامغانی است. تیرداد نصری هم نقدی بر شعر را در روزنامهٔ اطلاعات منتشر کرد.
پیمان حقیقت‌طلب این مثنوی را یک شاهکار تحسین‌برانگیز میخواند و به فضای نامهربانی نهفته در آن در خصوص مهاجران افغانی اشار همی کند. 

## پاسخ بهمنی
چند شاعر به این شعر پاسخ دادند که معروف‌ترین آنها، شعری از محمدعلی بهمنی با این مطلع است: «به عمر مثنوی‌ات با تو زیستم، شاعر/و سخت بدرقه‌ات را گریستم، شاعر».